# Čovjek s filmskom kamerom
Čovjek s filmskom kamerom (ruski: Человек с киноаппаратом, ukrajinski: Людина з кіноапаратом) je dokumentarni sovjetski nijemi film iz 1929. scenarista i redatelja Dzige Vertova. 
Kritičari britanskog magazina Sight&Sound u anketi provedenoj 2012. proglasili su ovaj film osmim najboljim filmom svih vremena. U izboru istoga magazina 2014., proglašen je najboljim dokumentarnim filmom svih vremena.

## Karakteristike filma
Čovjek sa kamerom bio je kulminacija Vertovljeve teorije Kino - oko, koja je polazila od teze da je kamera instrument nalik ljudskom oku, pa ju je stoga najbolje koristiti za dokumentiranje događaja iz stvarnog života. Dakle da dokumentarni film više odgovara sovjetskom društvu u izgradnji novog komunističkog društva, od fikcionalnog filma s dramaturgijom, opterećenoga starim teatarskim utjecajima i lažnim inscenacijama.
Dziga Vertov je u tom filmu spojio sve svoje iskustvo, stečeno ranijih godina na radu dokumentarnih propagandnih filmova, i svoje futurističke korijene, sa svojom teorijom po kojoj je film trebao biti instrument u službi naroda i komunizma. 
Čovjek sa kamerom bio je tehnički vrlo avangardni film, koji još danas zrači originalnošću i vitalnošću.
Film je sniman tri godine, na lokacijama u Moskvi, Kijevu, Odesi i Harkivu te prikazuje 24 sata jednog običnog dana u Sovjetskom savezu.
Ovaj film je poznat po rasponu filmskih tehnika, koje Vertov izmišlja, raspoređuje i razvija, kao što su: dvostruka ekspozicija, brzi pokreti, spori pokreti (eng. slow motion), zamrznuti okvir, skok rezovi, podijeljeni ekran, nizozemski kutovi, ekstremno snimanje izbliza, praćenje snimke, vraćanje snimke unatrag, stop motion animacija i samo-refleksivni stil.

## Radnja
Na samom početku filma pojavljuje se upozorenje, da film uopće nema teksta, iako je nijemi. Film počinje paralelnim prizorima zore i buđenja, od pripreme kinooperatera za projekciju filma, probe muzičara, do buđenja skitnica po parkovima Odese, jutarnje toalete i odijevanja mlade žene, do odlaska Vertovljeve snimateljske ekipe na teren. Scene običnog svakodnevnog sovjetskog života smjenjuju se sve do zalaska sunca, kada nas redatelj vraća u istu kino dvoranu, te počinje projekcija filma za gledatelje (što zaključujemo po radu projektora), a na platnu se pojavi fasada Boljšoj teatra.

## Glazba
Film originalno nije imao nikakvu glazbenu pozadinu, a ni Dziga Vertov nije nikada naglasio, kakva bi glazbena pozadina odgovarala njegovom filmu. Od tridesetih godina prošlog stoljeća do danas postoji čitav niz soundtracka, koje su komponirali mnogi od Pierrea Henryja do Michaela Nymana 2001.

## Vanjske poveznice
- Chelovek s kino-apparatom na portalu IMDb
- Chelovek s kinoapparatom na portalu Internet Archive film (projekcija cijelog filma)